# Rudolf Schildmann

Rudolf Schildmann

Rudolf Wilhelm Bernhard Schildmann (* 12. Oktober 1902 in Gnoien; † 10. Januar 1987 in Bad Oldesloe) war ein deutscher Politiker (NSDAP).

## Leben und Wirken
Schildmanns Vater war Schmiedemeister. Nach dem Besuch der Bürgerschule erlernte Rudolf Schildmann das Schmiedehandwerk. Anschließend war er als Geselle in verschiedenen Betrieben tätig, bevor er 1928 nach dem Besuch der Lehrschmiede in Rostock seine Meisterprüfung ablegte und den elterlichen Betrieb übernahm.
Am 25. Juli 1925 trat Schildmann in die NSDAP ein (Mitgliedsnummer 12.023), ab 1925 war er auch Mitglied der SA. In der NSDAP wirkte Schildmann als Kreisleiter des Kreises Malchin und als Kreisredner. Öffentliche Ämter nahm er als Mitglied der Stadtverordnetenversammlung von Schwerin und des Kreisausschusses sowie in den Jahren 1932 bis 1933 als Mitglied des 7. und 8. ordentlichen Landtags des Freistaates Mecklenburg-Schwerin wahr. 
Am 1. Juni 1933 wurde Schildmann zum stellvertretenden Gauleiter im Gau Mecklenburg-Lübeck ernannt, dies blieb er bis Oktober 1934, als er vom Gauleiter des Amtes enthoben wurde. Zudem wirkte Schildmann als Herausgeber und Verleger des Parteiorgans Niederdeutscher Beobachter. Von November 1933 bis zum März 1936 gehörte Schildmann dem nationalsozialistischen Reichstag als Abgeordneter für den Wahlkreis 35 (Mecklenburg) an. Von Dezember 1934 bis Mai 1945 war er Landrat des Kreises Stargard-Neustrelitz.
Von März 1941 bis Juni 1944 leistete Schildmann Kriegsdienst im Pionier-Bataillon 302, wegen Malaria wurde er 1944 aus der Wehrmacht entlassen. 
Im Juni 1945 floh Schildmann nach Bad Oldesloe, ab Januar 1946 war in verschiedenen britischen Lagern interniert. Vor dem Spruchgericht Hiddesen wurde Schildmann wegen seiner Tätigkeit als Kreisamtsleiter für Kommunalpolitik angeklagt und im Oktober 1947 freigesprochen. Anschließend arbeitete er als Geschäftsführer in Bad Oldesloe, wo er auch Vorsitzender der Ortsvereinigung der Landsmannschaft Mecklenburg war.
Schildmann war seit 1933 mit Gertrud Zimmermann verheiratet, das Paar hatte vier Kinder.